# Lac Gaston
Le lac Gaston est un lac de Barrage situé sur le cours du fleuve Roanoke dans les États de la Virginie et de la Caroline du Nord, aux États-Unis.

## Source de la traduction
- (en) Cet article est partiellement ou en totalité issu de l’article de Wikipédia en anglais intitulé « Lake Gaston » (voir la liste des auteurs).